# マッチポンプ
マッチポンプとは、自らマッチで火をつけておいて、それを自らポンプで水を掛けて消すという意味で、偽善的な自作自演の手法・行為を意味する和製外来語である。
マッチ（match）は元は英語、ポンプ（pomp）は元はオランダ語である（英語ではpump）。
日本の国会会議録にマッチポンプを用いた発言が残っている。1961年4月11日の衆議院本会議において、松井誠衆議院議員は「銃砲刀剣類等所持取締法の一部を改正する法律案」への質問の中で以下のように発言している。
朝日新聞の索引によれば、1966年の黒い霧事件第1弾の田中彰治代議士事件で生まれた言葉だった。1974年刊の「現代流行語辞典」では「デスク日記3」1966年8月5日の項にマッチポンプの記述があると紹介している。